# Stropdas

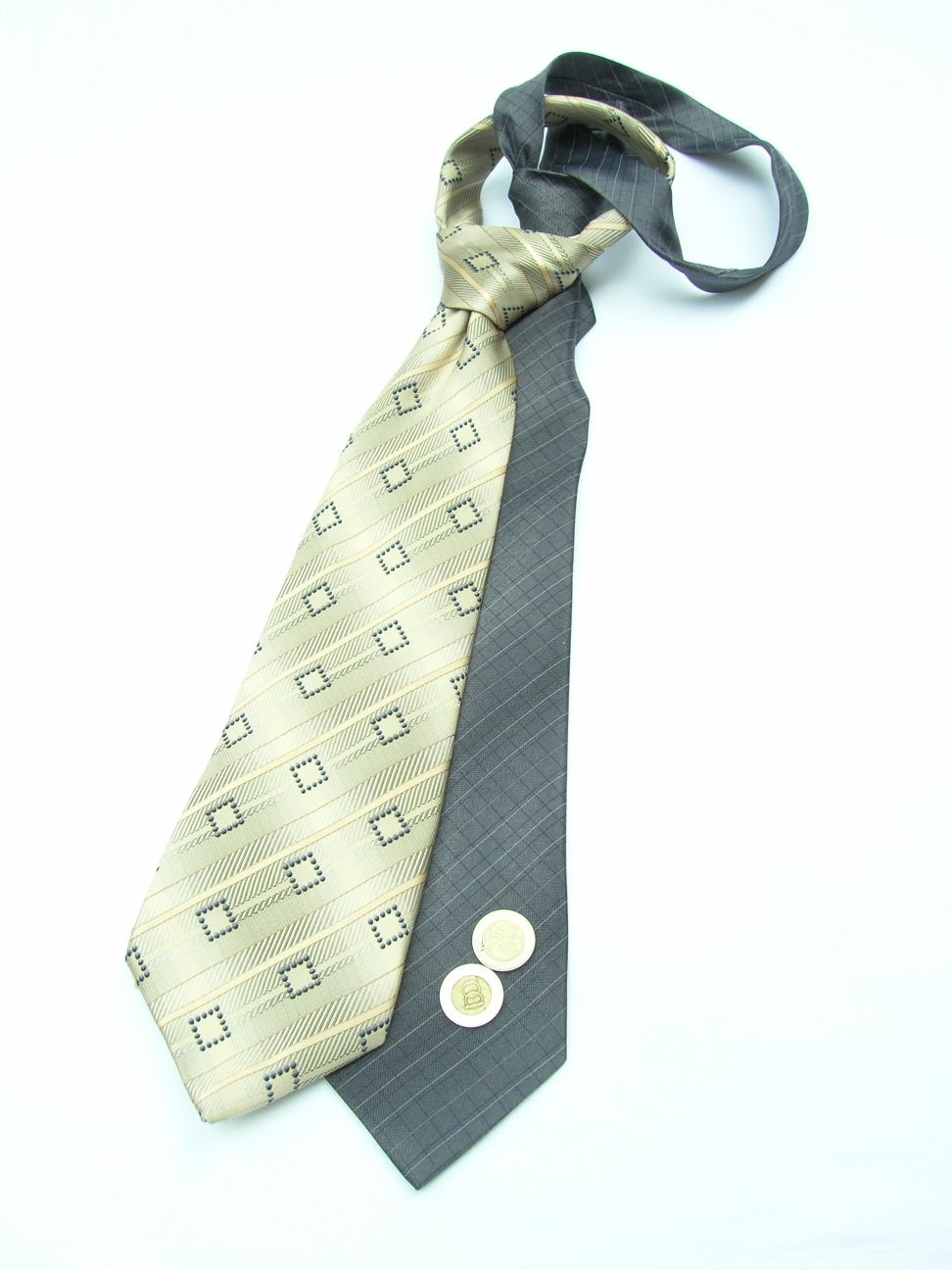
Twee stropdassen

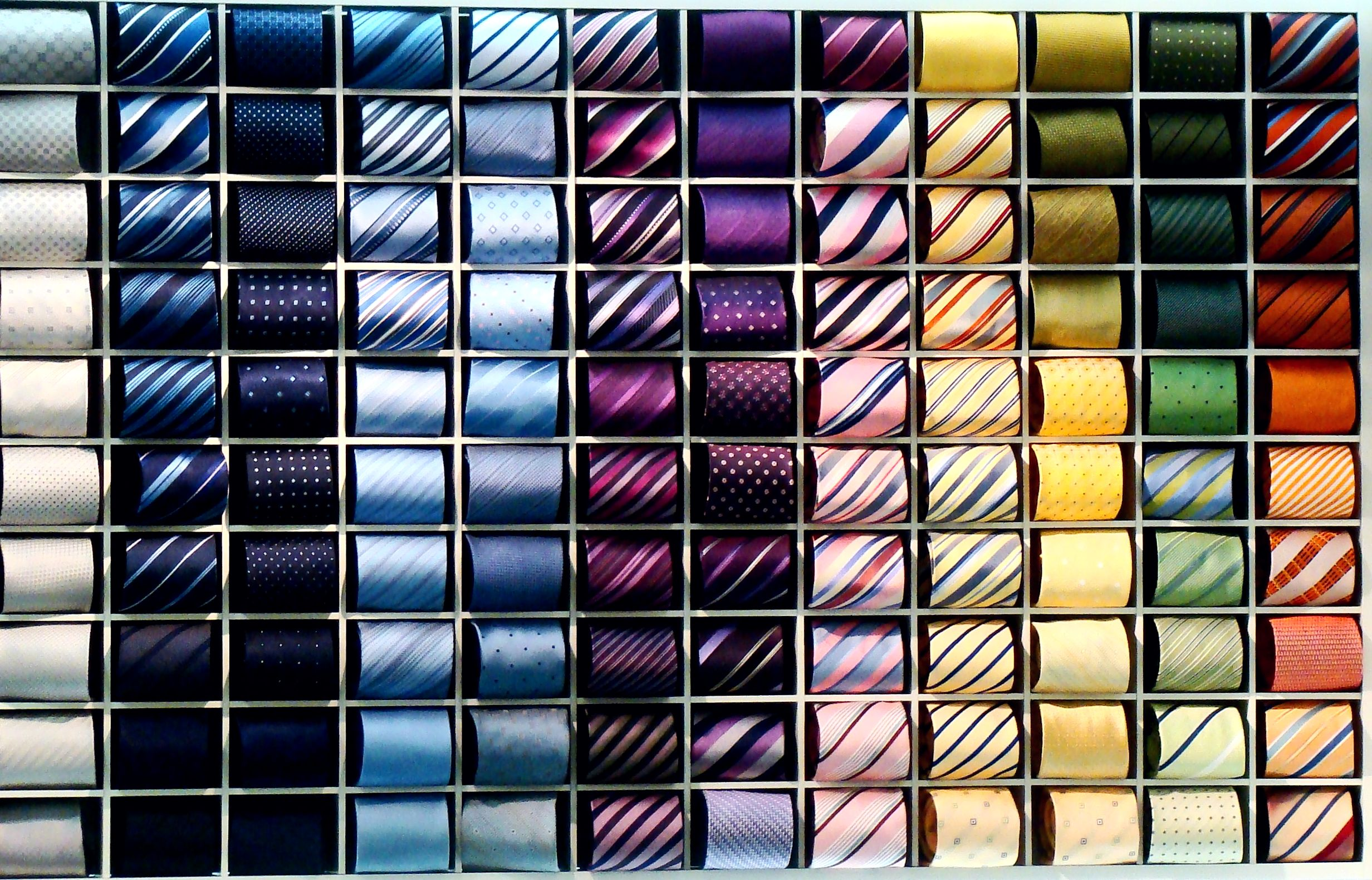
Een verzameling dassen

Een stropdas (soms das of plastron genoemd) is een langgerekt stuk stof dat om de hals kan worden geknoopt, meestal van zijde. Dassen worden traditioneel door mannen boven een overhemd (soms "hemd" genoemd) gedragen. De kraag van het overhemd bedekt normaal gesproken het deel van de das dat om de hals is geknoopt. 
De term plastron wordt meestal gebruikt voor een specifiek type brede stropdas dat gedragen wordt bij een jacquet, zoals gedragen bij officiële gelegenheden maar ook door ruiters tijdens wedstrijden als onderdeel van het rijkostuum.
Het niet dragen of het dragen van een bepaalde das kunnen beide uitdrukking zijn van een functie, maatschappelijke positie of levensovertuiging.

## Herkomst
De dragers van de voorouders van de moderne das waren de senatoren in het oude Rome. Zij droegen zogenaamde Fascalia om hun stembanden warm te houden. Een politiek betoog voeren zonder stemversterkende instrumenten in de grote Senaatszaal was erg belastend voor de stembanden. Omdat de senaatsleden deze Fascalia droegen werd het gezien als een symbool van status en macht. Aangezien de Romeinse generaals niet achter konden blijven in hun machtsvertoon hebben ze de Fascalia als onderdeel van hun uniform opgenomen. Enkele van deze generaals dienden in het deel van het Romeinse rijk dat we tegenwoordig als Kroatië kennen. Daar heeft de Fascalia een dusdanige indruk achtergelaten dat Kroatische huurlingen ook dergelijke shawls zijn gaan dragen. Net als de Romeinse soldaten, werd dit door Kroatische huurlingen gebruikt om bloed en zweet mee af te vegen maar ook om de neus te snuiten. De vaak gehoorde misvatting dat de shawl diende om de knopen te verbergen is onjuist. Los van het feit dat de senatoren geen knopen op hun toga’s hadden om te verbergen en soldaten het voor andere doeleinden gebruikten, waren deze shawls vaak niet stijf, lang of breed genoeg om de knopen af te dekken, zoals dat wel het geval was bij de cravate van de aristocratie in het 17e-eeuwse Parijs.

### Cravate

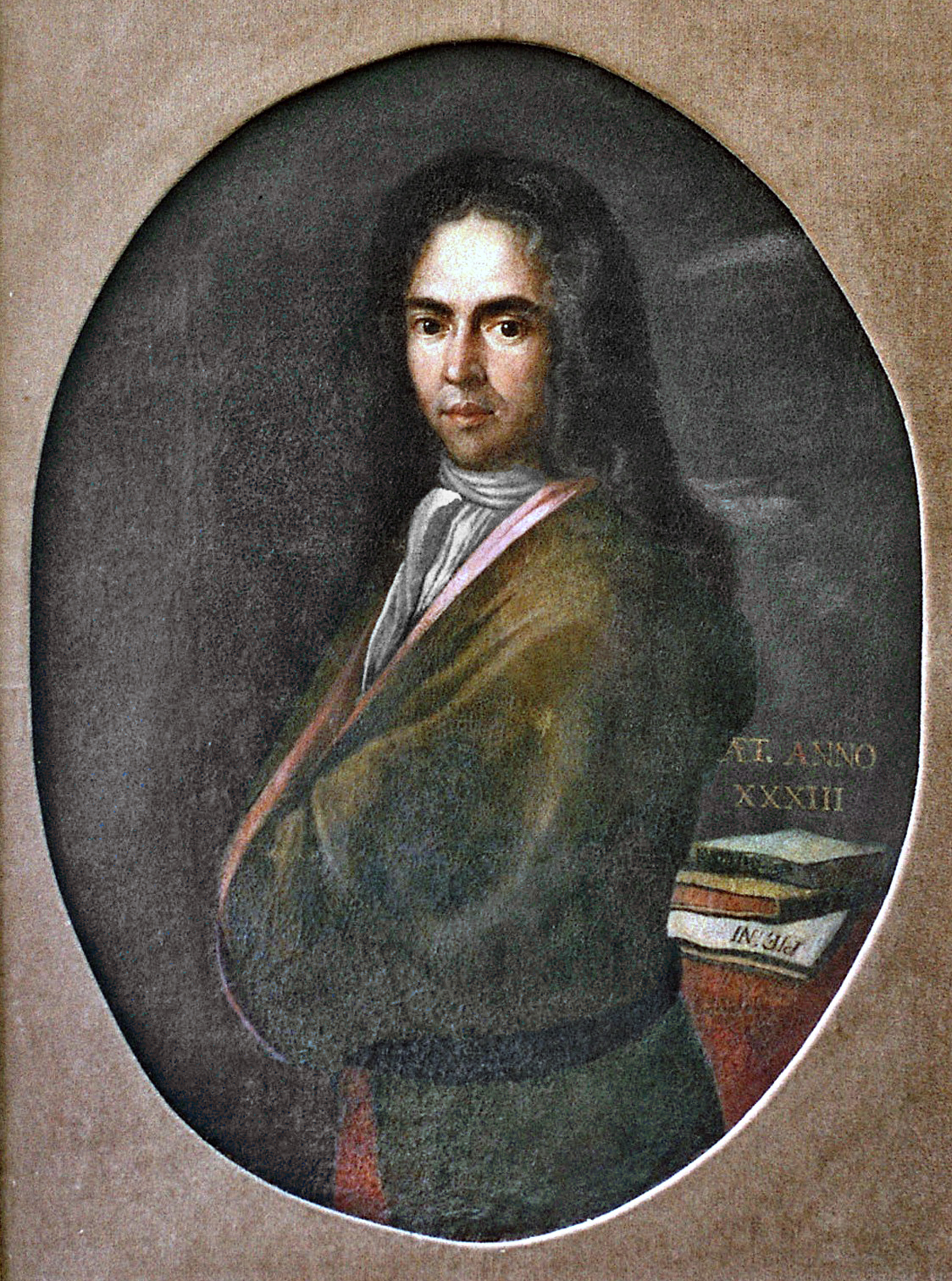
Schilderij van Ivan Gundulić uit 1622, de oudste afbeelding van een cravate.

Op een gegeven moment werd het in Kroatië gebruikelijk dat een vrouw die afscheid moest nemen van haar geliefde, hem haar sjaal meegaf als hij ten oorlog trok. De huurling strikte deze sjaal om zijn nek en vele anderen volgden dit voorbeeld. In enkele landen zouden de woorden Krawatte (Duitsland), Cravate (Frankrijk) en meer gelijkklinkende woorden herinneren aan de Kroatische huursoldaten die rond 1630 in dienst waren van het leger van koning Lodewijk XIII van Frankrijk (Dertigjarige Oorlog). Maar het woord cravate werd al voor die tijd gebezigd in Frankrijk voor de aanduiding van een halsdoek. Deze Kroaten baarden opzien in Parijs met hun rond de nek geknoopte zakdoeken of halsdoeken. De Kroaat werd vervolgens een begrip in de modewereld. Charles II introduceerde de cravate vervolgens in Engeland en zijn koloniën.
De cravate, in het Vlaams ook gespeld als cravat, was voornamelijk nog een soepele rechte reep stof, die op een aantal manieren geknoopt werd. Een van die manieren was de "Steenkerk", die rond 1692 in opkomst was. Deze werd vernoemd naar de Slag bij Steenkerke, waar hij voor het eerst gebruikt werd, en hield een knoop in waarbij één uiteinde door het knoopsgat van het vest werd gestoken.
In de 18e eeuw werd de cravate, wederom op initiatief van soldaten, een aantal keren strak om de nek gebonden en achter in de nek vastgezet met een speld. Dit was voor de soldaten praktischer. Het staat bekend als de stock of zelfbinder. Al gauw werd dit ook overgenomen door de aristocratie. Die voegde er een jabot (slabbetje) van kant aan toe en een strik die vanuit de nek om een staart in het haar werd geknoopt, een zogenaamde solitaire.
De cravate werd aan het einde van de 18e eeuw een in het oog springend modestuk. In 1760 kwam in Engeland de "Macaroni's" op, een modeverschijnsel waarbij de cravate als een enorme strik werd vastgemaakt. In Frankrijk volgde men dit verschijnsel en kwamen de "Incroyables" op. Zij namen cravates van een enorme lengte. Hierop volgde in Engeland weer een tegenreactie, de "Dandy's", met als voornaamste pleitbezorger Beau Brummell. Zij schepten er genoegen in om juist zo onopvallend mogelijk maar perfect een subtiele cravate te knopen. Een stroming die tot op de dag van vandaag de dasmode beheerst.

### Four-in-hand
Rond 1850, in het victoriaanse tijdperk, wordt de mode ingetogener. De jasjes worden hoger dichtgeknoopt en de cravate heeft geen ruimte meer om uitbundig te worden getoond. Ook de gewone man heeft geen tijd meer om er uren over te doen om een cravate te knopen. Er blijven enkele knopen over. De vlinderdas, de ascot en de four-in-hand (onze huidige das, wat wij later als een knoopmethode zijn gaan zien). Doordat ook het boordje van de blouse eind 19e eeuw werd omgeslagen, werd de four-in-hand de populairste nekmode. Deze four-in-hand was toen nog een rechte stugge reep stof die meer gevouwen dan geknoopt werd. Hij werd voornamelijk op zijn plaats gehouden door de dasspeld. In 1926 werd de das zoals deze in de huidige vorm bekend is, geboren. In New York knipte Jesse Langsdorf de das uit drie delen en schuin uit het stof (schuin op de weefstructuur). Hierdoor kreeg de das meer elasticiteit.
Het Russische woord voor das is galstoech (галстук < Duits Halstuch, waarvan ook het Engelse (neck) tie is afgeleid).

## Materiaal
Dassen worden van verschillende materialen gemaakt. Meestal is een das gemaakt van zijde, polyester of katoen, maar ook wol, linnen of leer wordt gebruikt om dassen te maken. Vooral zijde is erg geschikt om dassen van te maken. Dassen gemaakt van zijde zijn over het algemeen van hogere kwaliteit, en duurder, dan dassen gemaakt van bijvoorbeeld polyester. Van welk materiaal een das ook is, bij normaal gebruik ondervindt een das erg weinig slijtage en kan dus, mits goed onderhouden, jarenlang meegaan.

## Wijze van knopen

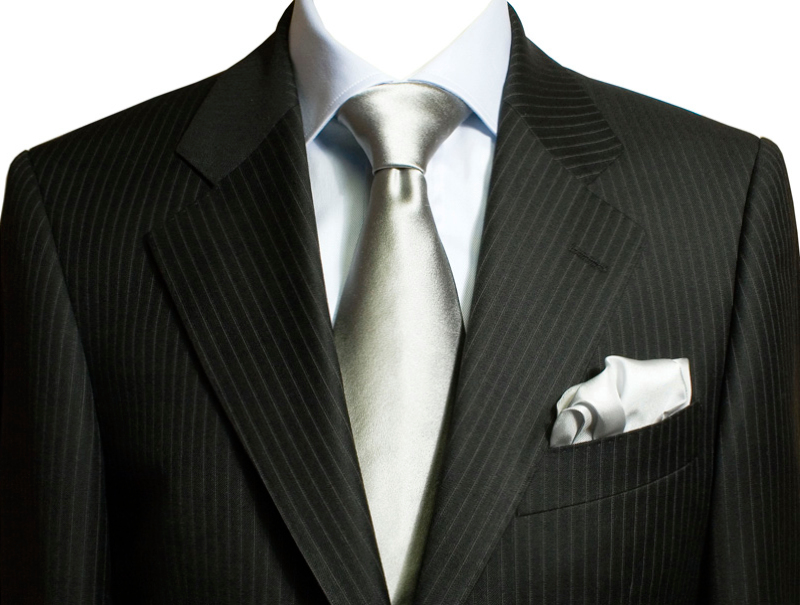
Gangbare draagwijze van een das en een bijpassend pochet.

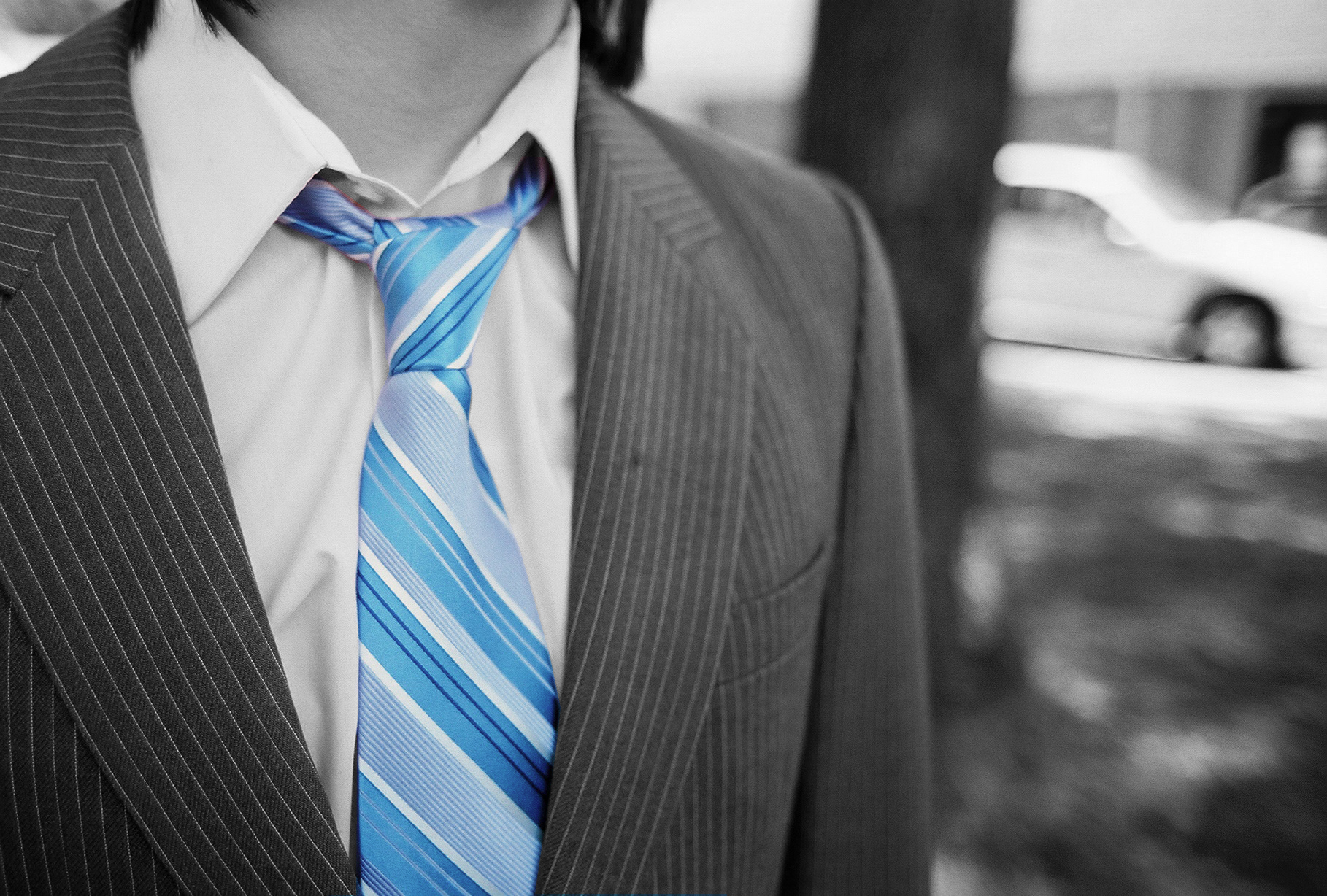
Informele draagwijze van een das.

Dassen kunnen op veel verschillende manieren worden geknoopt. Wetenschappers Thomas Fink en Yong Mao van de Universiteit van Cambridge publiceerden in 1999 een wiskundige studie over het knopen van dassen. Hieruit bleek dat een gemiddelde das op 85 verschillende manieren te knopen is. De lengte van de das en de dikte van de knoop beperken het aantal mogelijke manieren om de das te knopen.
Vier van de bekendste knopen zijn:
- de minimale four-in-hand of 'platte knoop',
- de iets uitgebreidere prattknoop, ook wel shelbyknoop genoemd,
- de enkele windsor,
- de dubbele windsor.

Alle knopen behalve de dubbele windsor leveren een iets asymmetrische knoop op.

## Trivia
- In Europa lopen de schuine strepen op dassen meestal van de linkerschouder naar de rechterheup; in de Verenigde Staten andersom.
- Wijlen ZKH Prins Claus heeft de das op 9 december 1998 tijdens een toespraak ter gelegenheid van de uitreiking van de Prins Claus Prijs vergeleken met een slang die om de hals gedraaid is, waarna hij zijn eigen das losmaakte en op de grond gooide. Deze toespraak is bekend onder de naam Declaration of the Tie.
- De striptekenaar Marten Toonder droeg zijn das op een zeer speciale manier (Onassis-knoop), zonder kronkel, zoals hij dat zelf noemde.
- Een gedicht over (o.a.) een strop is van Louis Th. Lehmann, genaamd Voor uitwendig gebruik. De laatste strofe:
Dassen zijn de dingen
die je kunt kiezen,
wat ook je maat is.
Leve de das, want
als er maar keus is,
dan is de das de
kroon op 't werk.
- Het Engelse "white tie", letterlijke vertaling "witte das" staat echter voor rokkostuum en "black tie" voor smoking.
- Opmerkelijk was dat de lijsttrekker van de PvdA, Wouter Bos, bij de verkiezingen in 2002 zijn das afdeed. De jaren daarvoor had hij als staatssecretaris van Financiën braaf een das gedragen, sinds hij er een had gekregen van kamervoorzitter Verbeet.
- Omdat wurging mogelijk is door hard aan beide uiteinden van de das te trekken, is bij veel openbare functies - politie, treinpersoneel, personeel in de burgerluchtvaart - de das met behulp van een drukknoopje bevestigd. Dit soort das wordt wel een clipdas genoemd.